# Phenacocephalus coronatus
Phenacocephalus coronatus är en insektsart som beskrevs av Werner 1930. Phenacocephalus coronatus ingår i släktet Phenacocephalus och familjen Phasmatidae. Inga underarter finns listade i Catalogue of Life.